# Oligoclada
Oligoclada ist eine aus 22 Arten bestehende Gattung der Großlibellen. Die Gattung gehört zur Segellibellen-Unterfamilie Brachydiplacinae und wurde 1890 durch Ferdinand Karsch beschrieben. Das Verbreitungsgebiet erstreckt sich von Guatemala in den Nordosten Argentiniens sowie nach Bolivien und Paraguay.

## Merkmale
Oligoclada-Arten sind kleine Libellen und erreichen Längen zwischen 20 und 35 Millimetern. Der Hinterleib (Abdomen) ist bei alten Männchen gräulich blau bestäubt. Junge Männchen hingegen haben noch ein metallisch blaues Abdomen. Auf der Unterseite der Abdomen der Männchen finden sich bei einigen Arten auf dem siebten bis zehnten Segment rote Farbtupfer. Das Abdomen der Weibchen ist meist rötlich braun. Brustkorb (Thorax) ist normalerweise metallisch blau. Insbesondere bei Jungtieren und Weibchen ist er manchmal auch bräunlich. Die Flügel sind durchsichtig und nur die vier Arten Oligoclada abbreviata, Oligoclada heliophila, Oligoclada umbricola und Oligoclada walkeri weisen einen kleinen Fleck an der Flügelbasis auf. Oligoclada borrori besitzt an den Spitzen dunkle Schatten. Das Flügelmal (Pterostigma) ist im Normalfall dunkelrot bräunlich. 

## Habitat und Lebensweise
Die Tiere leben entlang von kleinen Flüssen, Kanälen und an Rändern von Tümpeln.

## Systematik
Zur Gattung werden heute die folgenden Arten gezählt:
- Oligoclada abbreviata
- Oligoclada amphinome
- Oligoclada borrori
- Oligoclada calverti
- Oligoclada crocogaster
- Oligoclada garrisoni
- Oligoclada haywardi
- Oligoclada heliophila
- Oligoclada hypophane
- Oligoclada laetitia
- Oligoclada leucotaenia
- Oligoclada monosticha
- Oligoclada mortis
- Oligoclada nemesis
- Oligoclada pachystigma
- Oligoclada rhea
- Oligoclada risi
- Oligoclada rubribasalis
- Oligoclada stenoptera
- Oligoclada sylvia
- Oligoclada teretidentis
- Oligoclada umbricola
- Oligoclada waikinimae
- Oligoclada walkeri
- Oligoclada xanthopleura

## Forschungsgeschichte
Die Gattung wurde im Jahr 1890 durch Ferdinand Karsch eingerichtet. Als Generotyp diente die gleichzeitig neu beschriebene Art Oligoclada pachystigma. Eines der zwei Tiere Karschs identifizierte Friedrich Ris später jedoch als andere Art und beschrieb es als Oligoclada laetitia. Vor Einrichtung der Gattung, waren Oligoclada abbreviata und Oligoclada sylvia bereits beschrieben. Während Erstere nur über etliche Zwischenstationen in die Gattung fand ward letztere 1911 direkt in die Gattung Oligoclada versetzt. Zum Zeitpunkt der letzten großen Revision der Gattung durch Donald Joyce Borror umfasste die Gattung 14 Arten. Borrors Oligoclada raineyi wurde später aber mit Oligoclada abbreviata synonymisiert. Heute umfasst die Gattung 24 Arten.